# Шападинья

Шападинья на карте штата.

Шападинья (порт. Chapadinha) — муниципалитет в Бразилии, входит в штат Мараньян. Составная часть мезорегиона Восток штата Мараньян. Входит в экономико-статистический микрорегион Шападинья. Население составляет 73 350 человек на 2010 год. Занимает площадь 3247,385 км². Плотность населения — 22,59 чел./км².

## Демография
Согласно сведениям, собранным в ходе переписи 2010 г. Национальным институтом географии и статистики (IBGE), население муниципалитета составляет:
| Полное население                               | Полное население                               | Полное население                               | Полное население                               | 73 350 |
| ---------------------------------------------- | ---------------------------------------------- | ---------------------------------------------- | ---------------------------------------------- | ------ |
| в том числе:                                   | Городское население                            | 52 882                                         | Процент городского населения, %                | 72,10  |
|                                                | Сельское население                             | 20 468                                         | Процент сельского населения, %                 | 27,90  |
|                                                | Мужское население                              | 36 243                                         | Процент мужского населения, %                  | 49,41  |
|                                                | Женское население                              | 37 107                                         | Процент женского населения, %                  | 50,59  |
| Плотность населения, чел/км²                   | Плотность населения, чел/км²                   | Плотность населения, чел/км²                   | Плотность населения, чел/км²                   | 22,59  |
| Население муниципалитета в % к населению штата | Население муниципалитета в % к населению штата | Население муниципалитета в % к населению штата | Население муниципалитета в % к населению штата | 1,12   |

По данным оценки 2016 года, население муниципалитета составляет 77 684 жителя.

## История
Город основан 29 марта 1938 года. 

## Статистика
- Валовой внутренний продукт на 2003 год составляет 86 717 099,00 реалов (данные: Бразильский институт географии и статистики).
- Валовой внутренний продукт на душу населения на 2003 год составляет 1374,13 реала (данные: Бразильский институт географии и статистики).
- Индекс развития человеческого потенциала на 2000 год составляет 0,588 (данные: Программа развития ООН).